# Gammel Rye (plaats)
Gammel Rye is een plaats in de Deense regio Midden-Jutland, gemeente Skanderborg. De plaats telt 1335 inwoners (2014).